# Carlos Ñáñez
Carlos José Ñáñez (ur. 9 sierpnia 1946 w Córdobie), argentyński duchowny katolicki, arcybiskup Córdoby w latach 1998–2021.

## Życiorys
Święcenia kapłańskie otrzymał 17 lipca 1971.

## Episkopat
12 grudnia 1990 papież Jan Paweł II mianował go biskupem pomocniczym archidiecezji Córdoba, ze stolicą tytularną Lete. Sakry biskupiej udzielił mu 24 stycznia 1991 kardynał Raúl Primatesta.
20 grudnia 1995 Jan Paweł II mianował go arcybiskupem koadiutorem Tucumán. Nie objął rządów w archidiecezji, ponieważ 17 listopada 1998 został mianowany arcybiskupem metropolitą Córdoby. 6 listopada 2021 papież Franciszek przyjął jego rezygnację z pełnionego urzędu, złożoną ze względu na wiek..